# ...I Care Because You Do
...I Care Because You Do è un album del musicista Richard David James, pubblicato sotto lo pseudonimo Aphex Twin.
L'album presenta uno stile molto differente rispetto ai precedenti lavori ambient e acid house di James. È infatti composto da brani simili e ripetitivi, eseguiti con sintetizzatori analogici e drum machine, e occasionalmente contornati da qualche melodia di archi, traendo forse ispirazione dalla corrente minimalista.

## Il disco
L'album è stato preceduto da due EP di remix di Ventolin.
Si dice che le tracce At the Heart of it All e The Beauty of Being Numb, create da James per l'EP di remix Further Down the Spiral dei Nine Inch Nails, siano state registrate e pubblicate in contemporanea con quest'ultimo, viste le assonanze comuni fra le tracce dell'album e i due brani.
In Cow Cud Is a Twin il sottofondo è creato con un campionamento del Plain Talk, software della Apple in grado di creare voci sintetiche, che ripete le parole «Aphex Twin» e «I care because you do».
L'unico video musicale eseguito per la promozione dell'album è stato quello di Ventolin, che mostra fotomontaggi di ventole in azione, una donna intrappolata in un ascensore e un erogatore di salbutamolo, presente anche nella copertina dell'EP.
Il disegno che compone la copertina dell'album è un autoritratto eseguito dallo stesso James.
L'album è stato incluso dalla rivista Q Magazine nella classifica dei 20 album più sonori di sempre.
I vari spezzoni di voci udibili nel brano Come On You Slags! sono campionamenti dei dialoghi dal film pornografico Fantasia. Le altre voci presenti recitano in maniera distorta la frase «Come on you slags!»
Una versione remixata di Ventolin è apparsa nell'album Helpaphextwin del progetto V/VM.

## Tracce
1. Acrid Avid Jam Shred – 7:39
2. The Waxen Pith – 4:50
3. Wax the Nip – 4:19
4. Icct Hedral – 6:07
5. Ventolin (Video Version) – 4:29
6. Come On You Slags! – 5:45
7. Start As You Mean to Go On – 6:05
8. Wet Tip Hen Ax – 5:17
9. Mookid – 3:52
10. Alberto Balsalm – 5:11
11. Cow Cud Is a Twin – 5:34
12. Next Heap With – 4:43

Molti dei titoli delle canzoni sono anagrammi:
- di Aphex Twin: Wax the Nip
- di The Aphex Twin: The Waxen Pith, Next Heap With
- di The Apex Twin: Wet Tip Hen Ax
- di Richard David James: Acrid Avid Jam Shred
- di Caustic Window: Cow Cud Is a Twin

James ha usato la stessa tecnica di anagramma per i titoli dell'EP Hangable Auto Bulb, pubblicato con lo pseudonimo "AFX".